# Најбољи Божић икад!
Најбољи Божић икад! (енгл. Best. Christmas. Ever!) америчка је божићна романтична комедија из 2023. Режију потписује Мери Ламберт, по сценарију Тода Калгија Галикана и Чарлса Шајера, док главне улоге тумаче Хедер Грејам, Бренди Норвуд, Мет Седењо и Џејсон Бигс.

## Радња
Кад им додир судбине окупи породице за Божић, Шарлот одлучи доказати да је живот њене старе пријатељице Џеки предобар да би био истинит.

## Улоге
| Глумац               | Улога            |
| -------------------- | ---------------- |
| Хедер Грејам         | Шарлот Сандерс   |
| Бренди Норвуд        | Џеки Џенингс     |
| Џејсон Бигс          | Роб Сандерс      |
| Мет Седењо           | Валентино        |
| Вајат Хант           | Грант Сандерс    |
| Аби Виласмил         | Дора Сандерс     |
| Медисон Скај Валидум | Беатрикс Џенингс |
| Нађа Сајн            | Роуз Макафри     |
| Џенет Ло             | Кејко            |